# Procardium
Procardium (лат.) — род морских двустворчатых моллюсков из семейства сердцевидок. Типовой вид — Procardium indicum. Содержит как ныне живущие, так и ископаемые виды.

## Виды
На март 2024 года в род включают один современный и шесть вымерших видов:
- † Procardium avisanense (Fontannes, 1879)
- † Procardium danubianum (Mayer, 1866)
- † Procardium diluvianum (Lamarck, 1819)
- Procardium indicum (Lamarck, 1819)
- † Procardium jansseni ter Poorten & La Perna, 2017
- † Procardium kunstleri (Cossmann & Peyrot, 1912)
- † Procardium magnei ter Poorten & La Perna, 2017